# Curtis Stigers
Curtis Stigers (né le 18 octobre 1965 à Boise) est un saxophoniste, guitariste, auteur-compositeur et chanteur américain. Il est connu pour être une figure importante du jazz contemporain et pour avoir collaboré à plusieurs reprises pour le cinéma et la télévision.

## Biographie

### Les débuts d'un jazzman
Curtis Stigers est né à Boise, Idaho, et s'intéresse à la musique depuis qu'il est adolescent. Dans sa jeunesse, il a commencé à jouer dans des petits groupes de jazz, de rock et de blues avant de suivre une formation officielle de clarinettiste et de  saxophoniste à la High School de Boise. Stigers a été grandement inspiré et encouragé par le musicien de jazz Gene Harris pour qui il signera même une chanson, Swingin' Down at Tenth and Main, en sa mémoire. Après l'obtention de son diplôme, il déménage à New York pour poursuivre une carrière dans la musique rock, mais finit par rejoindre un trio de jazzmen. Plus tard, Curtis Stigers signe un contrat avec Arista Records et sort deux albums pour le label : l'un intitulé Curtis Stigers, élu disque d'or en 1991 et l'autre, Time Was, sorti en 1995. Sa douceur et son mélange de soul et de rock, traduit en appel commercial, assurent la continuité de sa popularité aujourd'hui encore. En outre, Stigers a travaillé comme chanteur de jazz, lors de concerts et d'enregistrements en studio, avec des artistes tels que Gene Harris, Elton John, Eric Clapton, Prince, Bonnie Raitt, Rod Stewart, The Allman Brothers Band ou encore Joe Cocker. Il a également formé un duo avec Julia Fordham sur le ré-enregistrement de sa chanson Where Does The Time Go?.

### Un musicien au service du cinéma et de la télévision
En 1992, Curtis Stigers sort une nouvelle version de (What's So Funny 'Bout) Peace, Love, and Understanding, chanson écrite à l'origine par Nick Lowe en 1970. Cette nouvelle version fera partie de la bande son du film The Bodyguard dont l'album sera vendu à dix-sept millions d'exemplaires rien qu'aux États-Unis. Selon le livre de Will Birch, No Sleep Till Canvey Island, les redevances de Curtis Stigers ont fait de Nick Lowe un compositeur indépendamment riche.
En 2006, Stigers a participé à une émission télévisée de la BBC Television intitulée Just the Two of Us, où il a chanté en duo avec la journaliste Penny Smith. Il fut aussi l'un des solistes d'un concert célébrant la musique de la MGM, au cours de la saison 2009 des The Proms. De plus, sa chanson, This Life, est utilisé depuis 2008 comme générique d'introduction pour la série américaine Sons of Anarchy. Il a également repris John the Revelator pour le dernier épisode de la première saison de cette série télévisée.

## Discographie

### Albums solo sortis sous le labelArista
- 1991 : Curtis Stigers
- 1995 : Time Was

### Album solo sorti sous le labelColumbia
- 1999 : Brighter Days

### Albums solo sortis sous le labelConcord
- 2001 : Baby Plays Around
- 2002 : Secret Heart
- 2003 : You Inspire Me
- 2005 : I Think It's Going to Rain Today
- 2009 : Lost In Dreams
- 2012 : Let’s Go Out Tonight
- 2014 : Hooray For Love
- 2017 : One More for the Road, en public avec le Danish Radio Big Band (en)

### Album solo sorti sous le labelUniversal
- 2007 : Real Emotional

### Compilation sortie sous le labelBMG
- 2001 : All That Matters, The Best Of Curtis Stigers

### Album sortie sous le labelEmArcy
- 2020 : Gentleman